# Kherdi
Kherdi è una suddivisione dell'India, classificata come census town, di 10.703 abitanti, situata nel distretto di Ratnagiri, nello stato federato del Maharashtra. In base al numero di abitanti la città rientra nella classe IV (da 10.000 a 19.999 persone).

## Geografia fisica
La città è situata a 17° 30' 53 N e 73° 34' 01 E.

## Società

### Evoluzione demografica
Al censimento del 2001 la popolazione di Kherdi assommava a 10.703 persone, delle quali 5.665 maschi e 5.038 femmine. I bambini di età inferiore o uguale ai sei anni assommavano a 1.568, dei quali 831 maschi e 737 femmine. Infine, coloro che erano in grado di saper almeno leggere e scrivere erano 7.997, dei quali 4.493 maschi e 3.504 femmine.